# Bernhard Henrik Crusell
Bernhard Henrik Crusell (ur. 15 października 1775 w Nystad, zm. 28 lipca 1838 w Sztokholmie) – fiński klarnecista i kompozytor pochodzenia szwedzkiego, tworzący na przełomie klasycyzmu i romantyzmu.

## Życiorys
Urodził się w Nystad, które obecnie nosi nazwę Uusikaupunki i leży na obszarze Finlandii. Pochodził z ubogiej rodziny, jego ojciec zajmował się oprawianiem książek. Gry na klarnecie uczył się w Nurmijärvi koło Helsinek. Dzięki pomocy udzielonej przez oficera szwedzkiej armii, majora O. Wallenstjerna, w wieku 12 lat został członkiem orkiestry wojskowej w Suomenlinna. W 1791 roku wyjechał do Sztokholmu, gdzie kontynuował naukę muzyki u G.J. Voglera. W 1793 roku został pierwszym klarnecistą w orkiestrze dworskiej. Studiował w Berlinie u Franza Tauscha (1798) oraz w Paryżu u Jean-Xaviera Lefèvre’a, Henri-Montana Bertona i François-Josepha Gosseca (1803). Koncertował w wielu krajach europejskich, zdobywając uznanie jako wirtuoz. W 1822 roku odwiedził w Dreźnie Carla Marię von Webera. Od 1818 do 1838 roku był kapelmistrzem orkiestry wojskowej w Sztokholmie. Współpracował z operą sztokholmską, dla której przetłumaczył libretta m.in. Cyrulika sewilskiego Rossiniego, Fidelia Beethovena i Niemej z Portici Aubera.

## Najważniejsze dzieła
(na podstawie materiałów źródłowych)
- I koncert na klarnet i orkiestrę Es-dur (1811)
- II koncert na klarnet i orkiestrę f-moll (1816)
- III koncert na klarnet i orkiestrę B-dur (1825)
- Introduction et Air Suèdois varié na klarnet i orkiestrę (1829)
- Concertante na klarnet, róg, fagot i orkiestrę (1816)
- I kwartet na klarnet, skrzypce, altówkę i wiolonczelę Es-dur (1812)
- II kwartet na klarnet, skrzypce, altówkę i wiolonczelę c-moll (1816)
- III kwartet na klarnet, skrzypce, altówkę i wiolonczelę D-dur (1823)
- Divertimento C-dur na obój i kwartet smyczkowy (1823)
- 3 Dua na 2 klarnety (1821)
- cykl 12 pieśni solowych Frithjofs saga do słów Esaiasa Tegnéra (1827)
- opera Den lilla slafvinnan do libretta René-Charlesa Guilberta de Pixérécourt (wyst. Sztokholm 1824)